# لافاندولول
لافاندولول هو كحول أحادي التيربين موجود في مجموعة متنوعة من الزيوت الأساسية مثل زيت اللافندر. يشير المصطلح إلى أي من اثنين من المتشاهدين. يعتبر (R)-مصاوغ مرآتي طبيعيًا وله رائحة توصف بأنها «رائحة زهرية وعشبية ضعيفة مع فارق بسيط يشبه الليمون قليلاً ، وفواكه الحمضيات الطازجة» ؛ مادة (S)-مصاوغ مرآتي لها رائحة ضعيفة فقط. 
يتم استخدام لافاندولول وإستراته في صناعة العطور وقد تم تحديدها على أنها فيرمونات الحشرات. 